# Litolatria
La litolatria (dall'incontro tra i due termini greci λίθος, "pietra", e λατρεία "adorazione") indica la venerazione di pietre. Tali pietre vengono definite betili.

## Descrizione
Non importa di quale materiale, di quale fattura, quanto grandi e quanto colorate, considerate vere e proprie divinità o aspetti assunti da un'entità soprannaturale per essere meno astrattamente accostabile dai suoi devoti.
Tra queste due fattispecie religiose la differenza è nettissima.
Nel primo caso, infatti, è la pietra (o sasso, o roccia) a essere stricto sensu considerata un dio, non diversamente dal vento, dalla pioggia, dalla folgore, dalla terra, dal mare, da un fiume, da un monte, da un lago o da un albero.
Nel secondo caso invece il devoto ha la chiara coscienza dell'assoluta inaccostabilità del dio ai suoi limitati sensi umani, facendo ripiegare la sua "ansia per il sacro" su un qualsiasi oggetto, più o meno vile, ma tangibile, del quale si conosce cioè perfettamente la reale "materialità", al puro fine di esprimere con minor fatica la propria venerazione e il proprio trasporto adorativo.
Quando si fosse trattato di una pietra (com'era il caso, nella religione preislamica d'Arabia per la dea panaraba Allat, Manat o Dhu l-Khalasa, rocce di colore per lo più bianco) e nel più ampio contesto semitico settentrionale, si parla da parte degli storici delle religioni di "betilo" (dall'espressione ebraica composta dalle parole beth, "casa", "santuario", "sede" ed el, "divinità").
Talora la lavorazione cui il materiale produceva quelle steli che vengono chiamate menhir, ampiamente diffuse in ambito celtico.